# ボノ
ボノ（Bono、本名：ポール・デイヴィッド・ヒューソン（Paul David Hewson）、1960年5月10日 - ）は、アイルランド・ダブリン出身のミュージシャン。ロックバンド、U2のボーカルであり、バンドのフロントマンとして知られる。大英帝国勲章ナイト・コマンダー受章者（KBE）。
U2の歌詞のほとんどはボノによって書かれたものであり、そのテーマは政治や宗教など社会的なものが多い。特に初期の作品では宗教に関連したものが多く、U2に宗教的なイメージ付けをするものとなった。しかしバンドが成熟するにつれ、彼自身やメンバーの個人的な体験について書かれた歌詞も増えている。
国際的な慈善活動家としても知られ、ノーベル平和賞の候補に3度選ばれている。

## 来歴

### U2での活動
アイルランドのダブリンで生まれ育ち、高校 （Mount Temple Comprehensive School） 時代にU2のメンバーや後に妻となるアリソン・スチュワート（アリ）と出会う。ドラマーであるラリー・マレン・ジュニアの呼びかけにより、U2の前身となるバンド（ラリー・マレン・バンド）の活動を開始する。最初はギター志望だったが、ギターを所有しておらず、ほかの候補者（ジ・エッジ）もいたためボーカルに回った。本人は女の子っぽい歌声なのでロック・ボーカリストには向かないと思ったが、1977年にラモーンズのコンサートを観にいったとき、ジョーイ・ラモーンを通して自分の声を見つけたという。

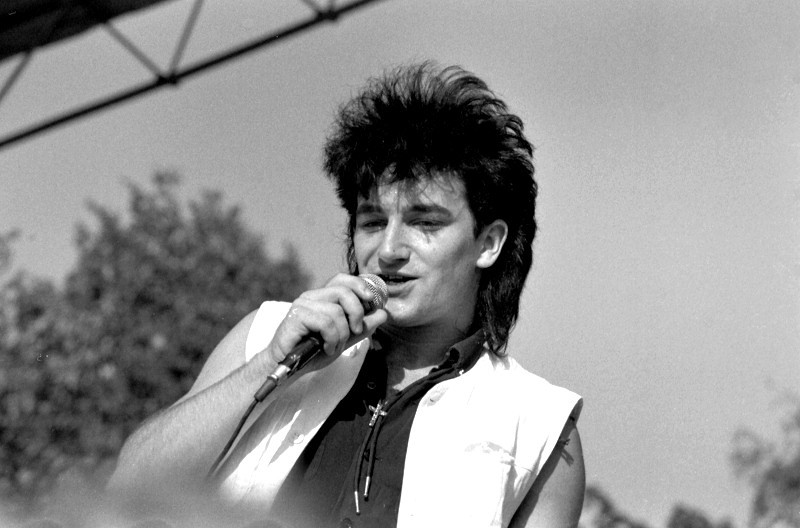
1983年

1979年にU2としてメジャーデビューした後は、荒削りなボーカルや激しいライブパフォーマンス、大胆な発言などで注目を集める。作詞面では、国内外の社会・政治問題を強く問題提起し、社会派バンドとしてのU2のイメージをリードした。「WAR TOUR」のステージでは非暴力主義と不偏を表明する「白い旗」を振るパフォーマンスを見せた。
1985年のライヴエイドには、1983年の初来日時に入手した詰襟の学生服を着て登場。途中で観客席から引っ張り上げた女性と踊り始めたため、3曲演奏の予定が2曲で終わるというハプニングがあった。ボノが観客の女性を抱き寄せて歌うという演出は、U2のライブの定番になっている。

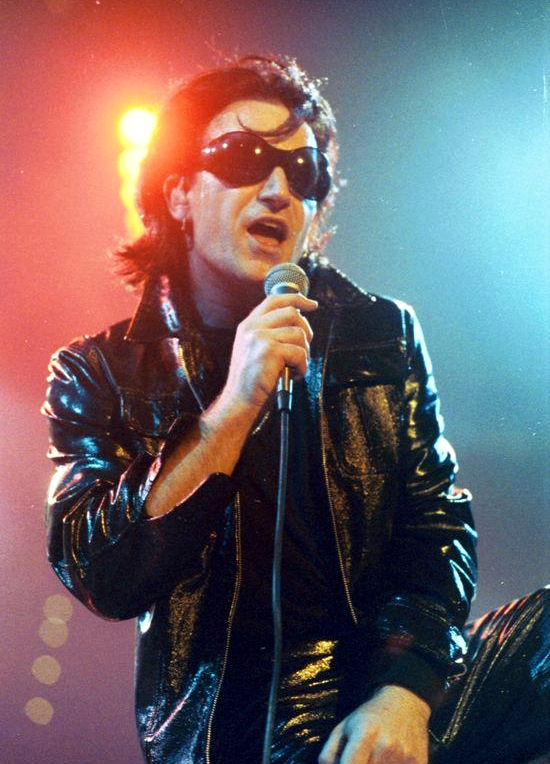
「ザ・フライ」に扮したボノ（1992年ZOO TVツアー）

1990年代から、バンドと共に大きくイメージチェンジする。ライブではサングラスに黒装束の「ザ・フライ」、メフィストフェレスをパロディー化した「マクフィスト」などのキャラクターに変身し、トリックスターの如き奔放なパフォーマンスを見せた。歌唱法も声量豊かな直球派から、ファルセットを駆使する技巧派へ変わった。
2000年代には、かねてから関心のあったアフリカの発展途上国支援プロジェクトに積極的に取り組み、ミュージシャンと慈善活動家を兼ねる多忙な生活を続けている。
2013年公開の映画『マンデラ 自由への長い道』では親交のあったネルソン・マンデラのために「オーディナリー・ラヴ」を提供し、第71回ゴールデングローブ賞にて主題歌賞を受賞した。

### その他の音楽活動

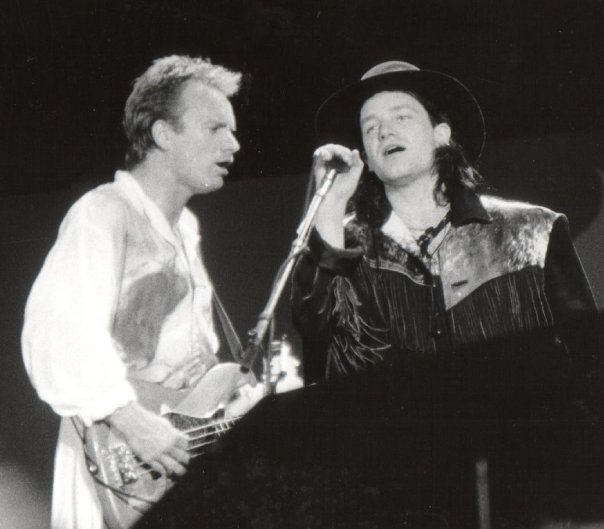
スティングとデュエットするボノ（1986年）

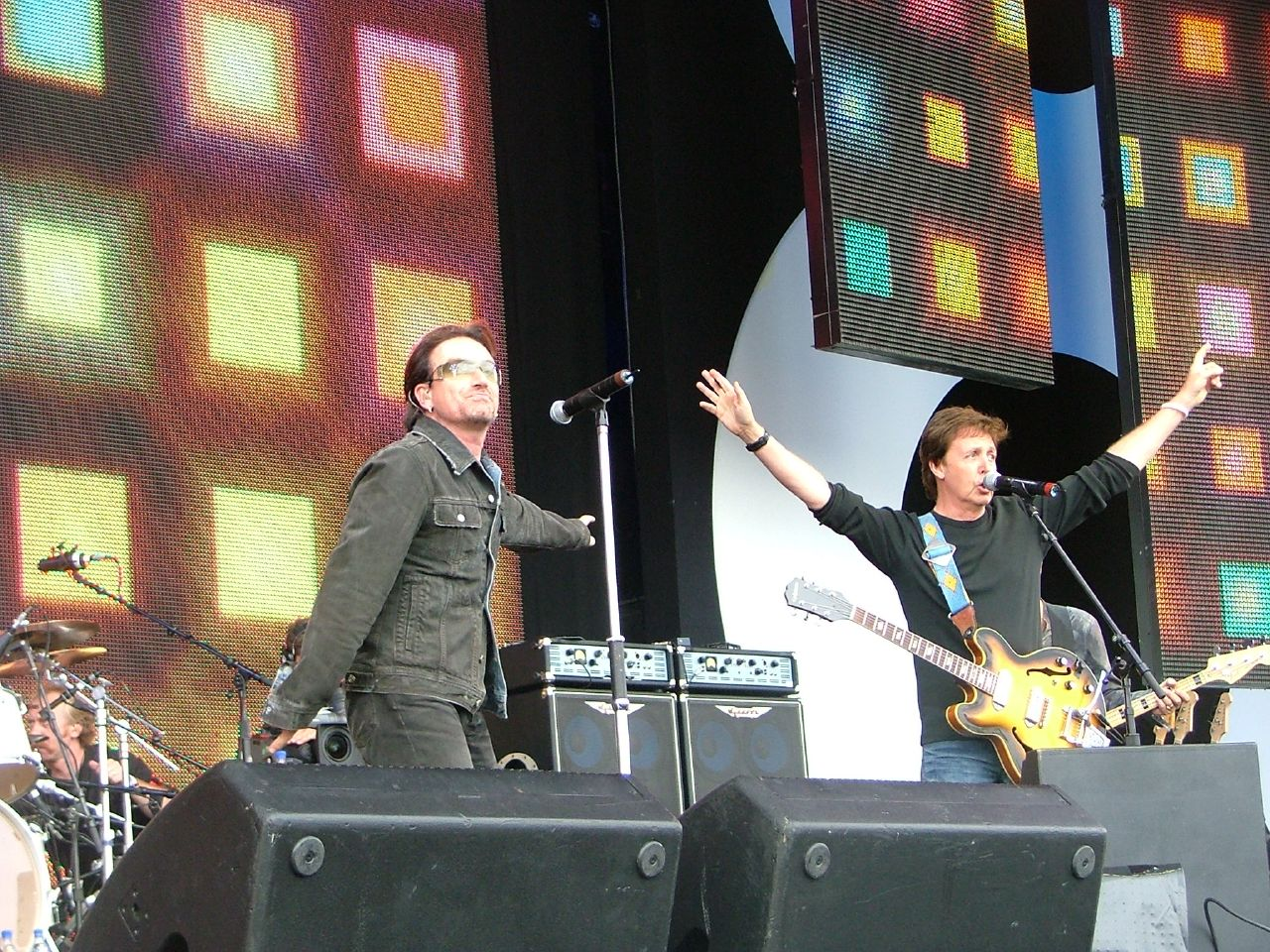
ポール・マッカートニーと共演するボノ（LIVE 8）

U2以外の個人活動では、他のミュージシャンとの共演、カヴァー、楽曲提供、ライブへのゲスト参加などを行っている。尊敬するボブ・ディランのライブに参加した時には、「風に吹かれて」の歌詞を知らず即興で歌ったこともある（→「U2のボノの作品」）。
- 1984年、アダム・クレイトンとバンド・エイドのチャリティーシングル「Do They Know It's Christmas?」に参加。
- 1985年、クラナドと共演した「In A Lifetime」をシングルリリース。
- 1985年、「アパルトヘイトに反対するアーティストたち」による曲「サン・シティ」に参加。また、同曲が収録されたアルバム『サン・シティ』で「Silver and Gold」をキース・リチャーズ、ロン・ウッドと共演。
- 1988年、ロイ・オービソンのアルバム『ミステリー・ガール』（発売は1989年）にジ・エッジと共作した「She's A Mystery To Me」を提供して、同曲のプロデュースとギター演奏でも参加。
- 1992年、映画『ハネムーン・イン・ヴェガス』のサントラで、エルヴィス・プレスリーの「Can't Help Falling in Love（好きにならずにいられない）」をカヴァー。
- 1993年、フランク・シナトラと「I've Got You Under My Skin（あなたはしっかり私のもの）」を共演（録音は別録り）。
- 1994年、映画『父の祈りを』のサントラで「In The Name Of Father」をギャヴィン・フライデーと共演。
- 1995年、クインシー・ジョーンズのアルバム『Q's Juke Joint』でレイ・チャールズ、スティーヴィー・ワンダーと共演。
- 1995年、ジ・エッジと共作した「GoldenEye」をティナ・ターナーに提供、映画『007 ゴールデンアイ』の主題歌となる。
- 1996年、カール・パーキンスのアルバム『Go Cat Go!』で「Give Me Back My Love」をウィリー・ネルソン、ジョニー・キャッシュ、トム・ペティと共演。
- 1996年、ドーナル・ラニーがプロデュースしたアルバム『Common Ground（魂の大地）』に、アダム・クレイトンと共に参加。U2の「Tomorrow」（『アイリッシュ・オクトーバー』収録曲）をアイルランド音楽にアレンジしたセルフカヴァーを歌う。
- 1997年に自殺した友人マイケル・ハッチェンスとの共作「Slide Away」は、死後発売された『Michael Hutchence』に収録された。U2の『オール・ザット・ユー・キャント・リーヴ・ビハインド』の収録曲「スタック・イン・ア・モーメント」はハッチェンスへの鎮魂歌である。
- 2001年、映画『ムーラン・ルージュ』のサントラで「Children Of The Revolution」（T・レックスの楽曲）をギャヴィン・フライデーとカヴァー。
- 2001年、チャリティ・プロジェクト「オールスター・トリビュート」を提唱し、「ホワッツ・ゴーイン・オン」（マーヴィン・ゲイのカヴァー）のレコーディングに参加。
- 2001年、ミック・ジャガーのアルバム『Goddess In The Doorway』で「Joy」を共演。
- 2003年、ネルソン・マンデラのチャリティーイベント「46664」にジ・エッジと参加し、ビヨンセ、デイヴ・スチュワートらと共演。
- 2006年、トニー・ベネットのアルバム『Duets:Amerivan Classic』で「I Wanna Be Around」を共演。
- 2010年、ミュージカル『スパイダーマン』の音楽をジ・エッジとともに担当。

2000年にはかねてより温めていた原案を製作し、ヴィム・ヴェンダース監督の『ミリオンダラー・ホテル』として映画化する（ベルリン国際映画祭銀熊賞を受賞）。主題歌やサントラ制作も手掛けた。
2003年には娘2人とイラストを描いた『ピーターとおおかみ』（セルゲイ・プロコフィエフ原作）を出版した。付属CDのナレーション・音楽担当は親友のギャヴィン・フライデー（日本語版ナレーションはジョン・カビラ）。

### 慈善活動家

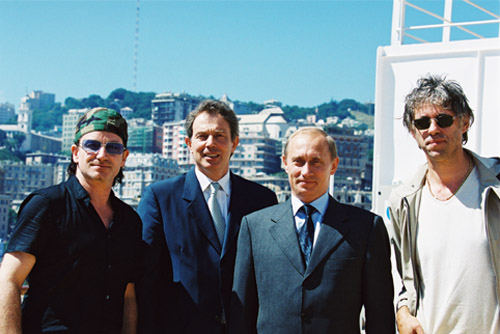
2001年G8サミットにてトニー・ブレア英首相、ウラジーミル・プーチン露大統領、ボブ・ゲルドフと共に。

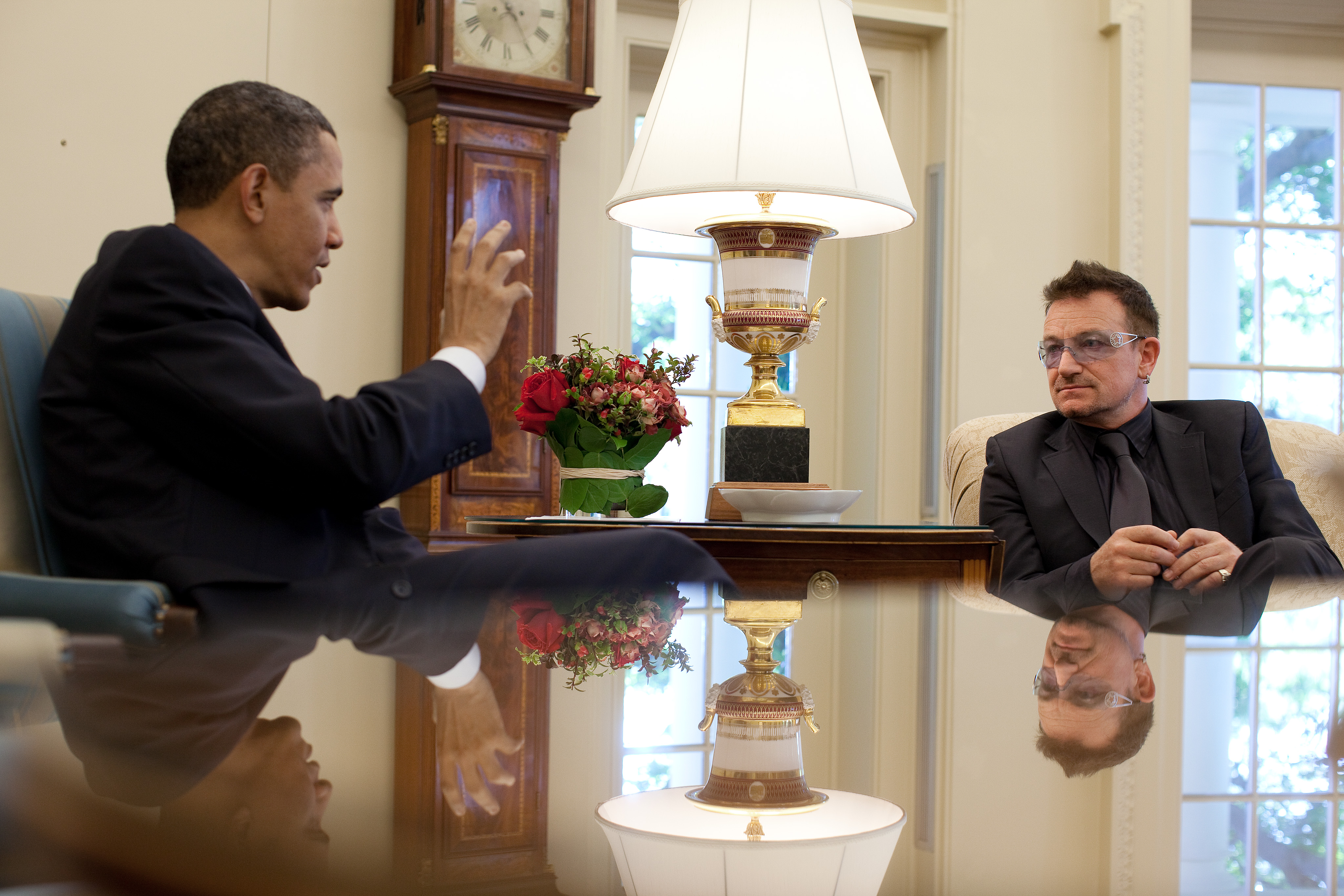
ホワイトハウスにてバラク・オバマ米大統領と会見（2010年）。

1985年、エチオピア飢餓救援コンサートライブエイドに参加した後、同国の孤児院で6週間、夫婦でボランティアをした。このとき、自分の知名度と影響力をアフリカの貧困撲滅のために使おうと決意した。米英独仏のトップに会い、協力を呼びかけた。
1990年代末よりスポークスマンとしての積極的な活動を始め、アフリカ貧困国の対外債務帳消しを唱えるジュビリー2000運動に参加。ローマ教皇ヨハネ・パウロ2世やアメリカ合衆国大統領ビル・クリントンに面談し、運動への理解を求めた。2000年には朝日新聞の『論壇』に寄稿している。
活動スタンスはロックスターとしての知名度や話題性を活用し、世界各国の首脳や財界人にアプローチして、通常レベルの意識啓蒙も図ろうとするもの。2002年のTIME誌の報道によると、当時米国の財務長官だったポール・オニールが初めはよくあるセレブリティの売名行為と考えボノに会いたくなかったが、実際に会話をしてみると、アフリカの経済問題をよく理解していることに驚いたと語っている。その後2人は、共にアフリカへ視察へ行った。
米国の共和党タカ派筆頭として国連を敵視しリベラルな政策にことごとく異議を唱えてきたジェシー・ヘルムズが、ボノに説得されアフリカ支援を表明したことは話題となった。
2001年にはチャリティーシングル「What's Going On:All Star Tribute」を企画（マーヴィン・ゲイの楽曲のカヴァー）。R.E.M.のマイケル・スタイプ、ブリトニー・スピアーズ、クリスティーナ・アギレラ、デスティニーズ・チャイルド、バックストリート・ボーイズ、イン・シンク、ジェニファー・ロペス、ネリー、ジャ・ルールなど様々なアーティストが参加した。エイズ治療・研究基金を募る目的だったが、発売後にアメリカ同時多発テロ事件が発生したため、収益の半分をテロ犠牲者の家族支援基金へ贈った。
2002年にはジュビリー2000の延長として、DATA（Debt（債務）、AIDS（エイズ）、Trade（貿易）、Africa（アフリカ）の頭字語）を共同設立した。また、2004年よりONE Campaignの活動にも深く関わる。
2005年7月のG8サミットでは、アフリカに500億ドルの援助と最貧困国18ヵ国の債務免除をする事を約束させた。同月にはボブ・ゲルドフに協力しLIVE 8開催に貢献。同年10月にはアメリカ合衆国大統領ジョージ・W・ブッシュ大統領と昼食をし、聖書の一節を引用しながら援助の約束を取り付けた。
2006年1月の世界経済フォーラム年次会合では、売り上げの1%がエイズ対策基金に回るREDを新設した。
2006年7月にはYahoo!グループと提携し、各国の情報掲示板で「貧困をなくすために何が出来ますか」という質問をして回答を募った。

## 評価

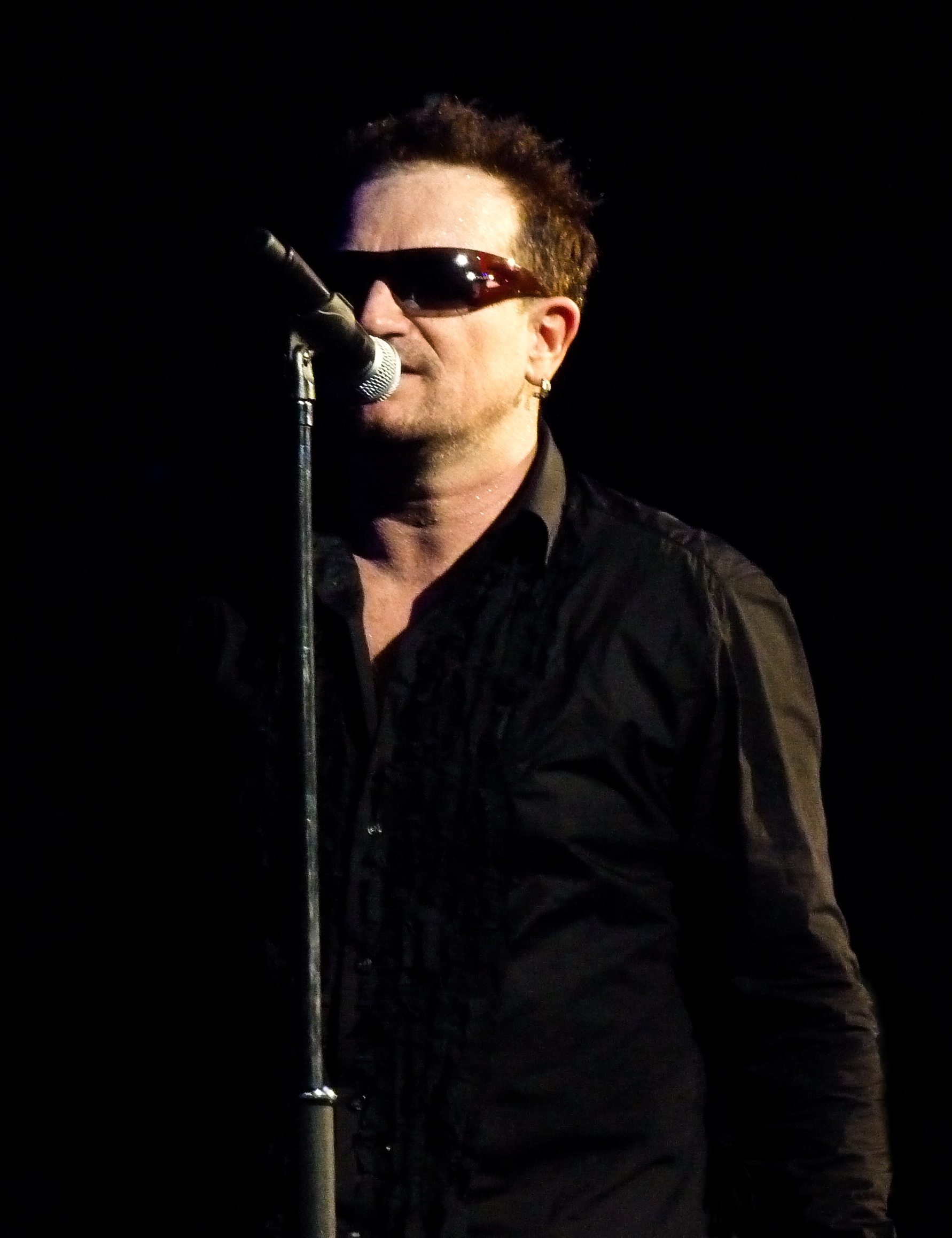
2011年のボノ

「ローリング・ストーンの選ぶ歴史上最も偉大な100人のシンガー」において第32位。
「Q誌の選ぶ歴史上最も偉大な100人のシンガー」において第26位。
2002年にはジョン・レノン、ポール・マッカートニー、ロビー・ウィリアムズ、ボーイ・ジョージらとともに100名の最も偉大な英国人に選出。
慈善活動が評価され、2003年、2005年、2006年にはノーベル平和賞候補になる。
2006年12月23日に、英国大使館は、音楽界への貢献と人道活動を評価し、名誉ナイト爵位を叙位することを発表した。ただし、英国民ではないので「サー」の敬称はつかない。他にも、2003年に、フランスのシラク大統領からレジオン・ドヌール勲章を授与された。2013年7月に、フランス芸術文化勲章コマンドゥールを授与される。
2008年5月27日、アフリカ貧困撲滅運動など人道支援活動の功績により、慶應義塾大学から名誉博士号（法学）を受ける。
逆に、そのイメージが政治的に利用される場合もある。2005年3月、当時のアメリカ国防副長官で代表的ネオコンとしてイラク戦争を推進したポール・ウォルフォウィッツが、ブッシュ大統領より世界銀行総裁に指名され物議をかもした。自分に人望が無いことを自覚していたウォルフォウィッツは、批判をかわすために、一部で『もっとも世界銀行総裁にふさわしい男』との声が高かったボノに電話を入れて助言と協力を仰いだ。
また、アイルランド出身であるが、アイルランド政府に海外援助を要請しつつもアイルランドの法律の抜け穴を利用して節税した後、法律が変更されるとU2の版権管理会社をアイルランドから税率の極端に低いオランダに移動させ、毎年数十億円の節税を行っている。母国に納税せず援助だけを要求する行為については、アイルランドの音楽家からも非難されている。
2014年、アメリカのフォーチュン誌が発表した「世界で最も偉大な指導者50人」において8位に選ばれた。
2017年、タックス・ヘイヴン（租税回避地）に関する流出資料「パラダイス文書」に掲載されていた著名人の中に、ボノの名前があった。節税目的でマルタ共和国の会社を通じ、リトアニアのショッピングモールに投資していたとされる。ボノは投資家として会社の不正行為を知らなかったと説明し、オフショア会社に関するこうした報道を歓迎すると述べた。
2019年、純資産が7億ドルを超え、世界で二番目に裕福なロックスターと報じられた。

## 人物

### 名前

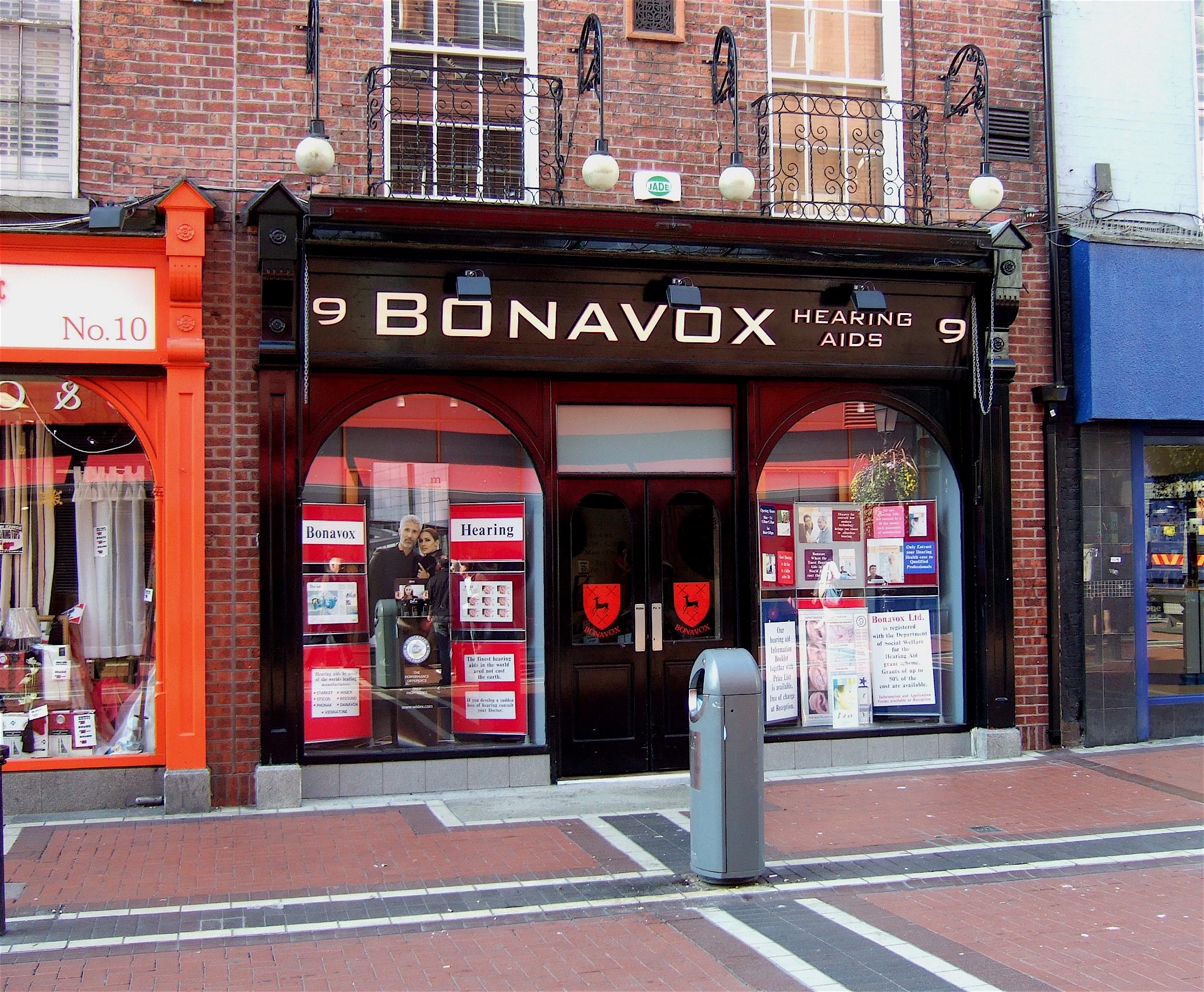
”Bono”の由来となった補聴器店「ボナ・ヴォックス」

「ボノ（Bono）」とは地元ダブリンでつるんでいた少年グループ内で付けられたニックネームであり、友人のグッギ（Guggi）が命名した。由来はダブリンの中心街にあった補聴器店の店名「ボナ・ヴォックス（Bonavox）」で、「ボノ・ヴォックス・オブ・オコンネル・ストリート（Bono Vox of O'Connell Street）」を縮めてボノになった。

### 家族

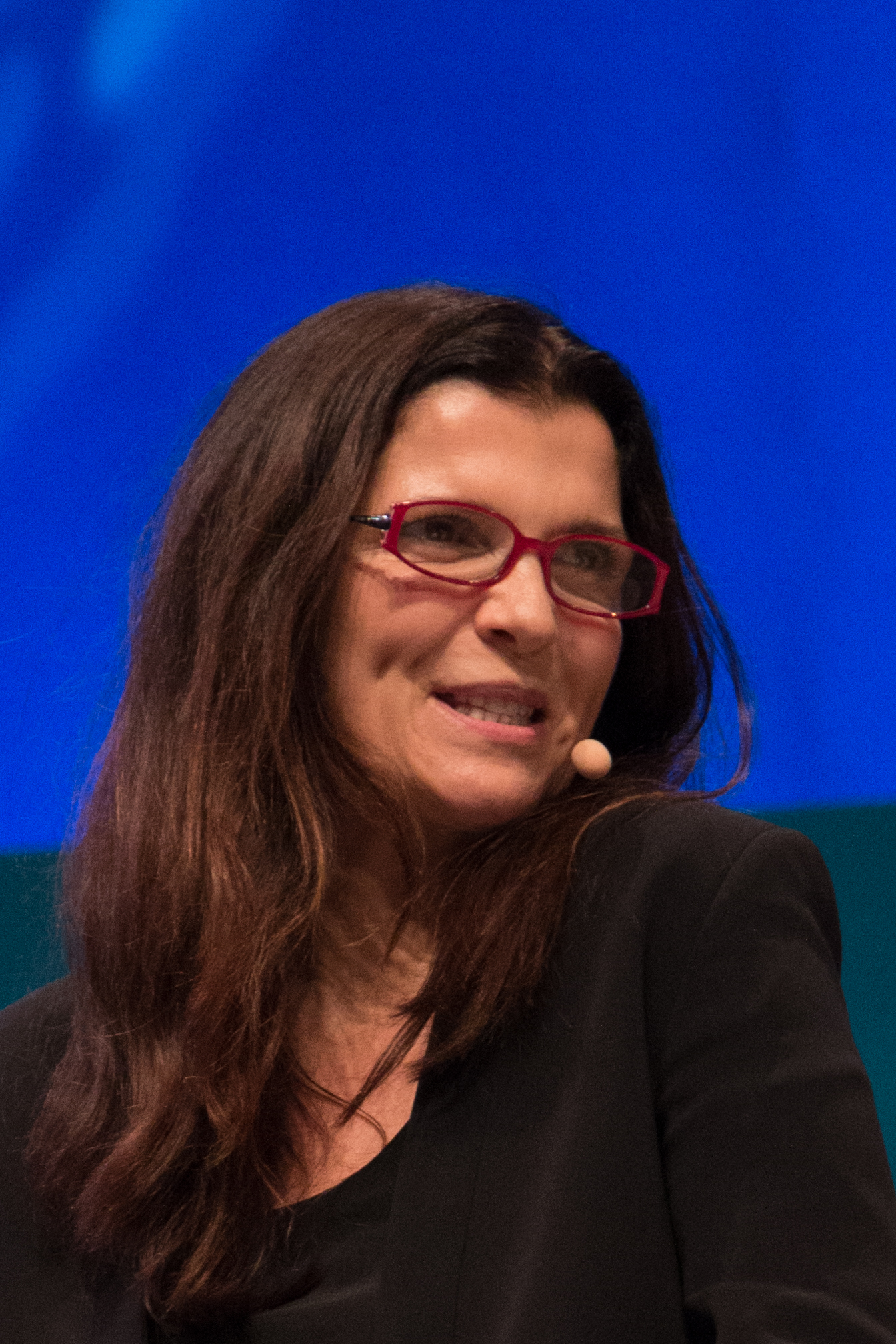
妻のアリソン・ヒューソン

カトリックとプロテスタントの深刻な宗教的対立下のアイルランドにおいて、カトリックの父とプロテスタントの母の間に生まれる。宗派を超えた両親の愛で育まれたことが、人種や宗教を超えた理想主義者というパーソナリティーにつながる。14歳の時母が急死し、痛手から荒れた時期もあったという（U2初期には母について触れた曲も幾つかある）。
2001年には父が亡くなり、直後の地元公演で父に捧げる「Out Of Control」を歌い感動を呼んだ。アルバム『原子爆弾解体新書〜ハウ・トゥ・ディスマントル・アン・アトミック・ボム』には、父とのぎこちない関係を振り返る「Sometimes You Can't Make It On Your Own」を収めている（のちの本人談では、和解を1986年まで待たねばならなかったと話している）。
妻のアリソン・ヒューソン (Alison Hewson) とはハイスクールの同級生だった頃から交際し、1982年に結婚した。彼女も慈善活動家であり、夫と共同でファッションブランド「EDUN」を設立している。シングル「Sweetest Thing」はボノが妻に捧げた曲で、PVにはアリソンが出演し、「誕生日をすっぽかしたことに立腹する彼女を、ボノがあの手この手でご機嫌取りする」というシナリオを演じている。
アリソンとの間に二男二女がおり、次女のイヴ・ヒューソンは女優になり、2018年公開の映画『フッド: ザ・ビギニング』でヒロイン役を演じる。イヴが2013年にニューヨーク大学を卒業した際、大学側はボノに名誉博士号を授与しようとしたが、ボノは卒業生の父親として出席することを望んでオファーを辞退した。
U2のアルバム『ソングス・オブ・エクスペリエンス』のジャケット写真には息子のイライジャ・ヒューソンが写っている。彼が手をつないでいるのはジ・エッジの娘のサイアン・エヴァンスである。イライジャもダブリンの学校で「インヘイラー (Inhaler) 」という名の4人組ロックバンドを結成し、ヴォーカル兼ギターとして2019年9月にメジャーデビューするという道を歩んでいる。

### 健康

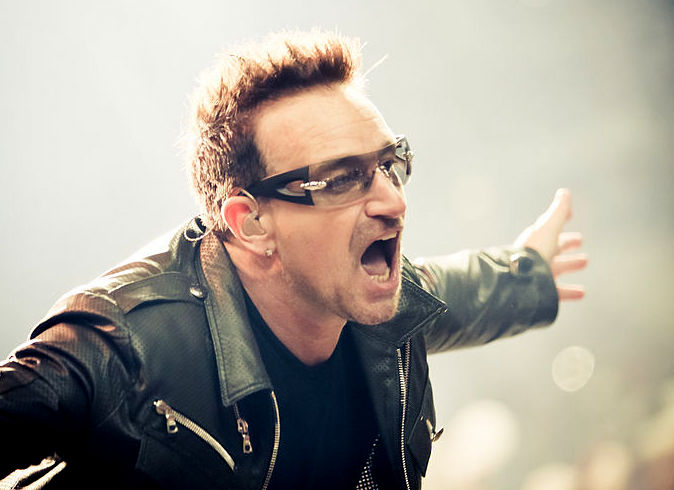
2011年のボノ

1990年代より公私共にサングラスを着用する機会が多いが、2014年のインタビューで約20年前から緑内障を患っており、適切な治療を受けていると明かした。
2014年11月にはセントラルパークを自転車で走っているときに転倒して左肘・肩・指を骨折する大怪我を負い、金属プレート埋め込みや骨移植などの手術を受けた。翌年5月のインタビューでは、左手の指がまだ思うように動かせないと語った。また、事故をネタにした自虐的なコメディ動画を公開した。
2017年にアルバム『ソングス・オブ・エクスペリエンス』を発表した際、詳細は話さないものの、シリアスな健康面の懸念を体験したことが創作に影響を与えたと述べた。
2018年9月の「Experience + Innocence Tour」ベルリン公演では声が出なくなるトラブルに見舞われ、ライブが中止となった。その後、医師のケアのもとで回復し、ツアーを続行すると発表した。

### その他
- アイルランドのチェス全国大会で準優勝の経験がある。
- 建築家の安藤忠雄と親交があり、ダブリンの自宅の設計を依頼した[26]。2006年に安藤が設計した「光の教会」をボノが見学に訪れ、即興で「アメイジング・グレイス」を歌ったのが交友のきっかけ[27]。2008年には安藤が関わる海の森公園計画の植樹祭に参加した[28]。
- 2022年、回想録『Surrender: 40 Songs, One Story』を出版[29]。これをマイクロソフトの創設者のビル・ゲイツが「人生で読んだ最高の本5冊」として取り上げ、世界100箇所の図書館（日本では京都府立植物園野外図書館）に回想録を置いた[30]。

## 栄典
アメリカ合衆国: 大統領自由勲章- （2025年）

## 使用機材
演奏する楽器は主にギターやハーモニカだが、まれにピアノやベース等を演奏することもある。
ギター
- グレッチ G6136I アイリッシュ・ファルコン - ボノ自身のシグネチャ・モデル。
- ギブソン エルヴィス・プレスリー・ダヴ

エフェクター
- クライ・ベイビー DCR-2SR
- Line 6 Echo Pro
- Line 6 Mod Pro
- Line 6 AM4
- Line 6 MM4
- Line 6 DM4
- ボス SD-1
- ボス AD-5

アンプ
- ヴォックス AC30